# Kanton Versailles-1
Der Kanton Versailles-1 ist seit 2015 ein französischer Wahlkreis im Arrondissement Versailles im Département Yvelines in der Region Île-de-France. Zum Kanton gehört ein Teil der Stadt Versailles.